# Brandýs nad Orlicí
Brandýs nad Orlicí là một thị trấn thuộc huyện Ústí nad Orlicí, vùng Pardubický, Cộng hòa Séc.